# Solanum oldfieldii
Solanum oldfieldii är en potatisväxtart som beskrevs av Ferdinand von Mueller. Solanum oldfieldii ingår i släktet skattor som ingår i familjen potatisväxter. Inga underarter finns listade i Catalogue of Life.